# It Happens
It Happens è un singolo del gruppo musicale russo Little Big e del rapper canadese bbno$ pubblicato il 4 ottobre 2023, come secondo estratto del quinto album in studio Lobster Popstar.

## Video musicale
Il videoclip della canzone, pubblicato il 4 ottobre 2023 sul canale YouTube della band.
Esse vede come protagonista un mimo, interpretato da Il'ja Prusikin. Nel video si vede Il'ja che dopo aver finito di lavorare fa ritorno a casa: nella strada verso di essa incontra altri mimi con cui interagisce prima di entrare nella propria mansione dove trova la moglie, interpretata da Sof'ja Tajurskaja, che mima un fellatio.
Il protagonista allora scappa di casa piangendo, dirigendosi al "Sad Mime Bar" dove si ubriaca fino ad arrivare ad uccidersi con una pistola fatta con un palloncino. Tutto questo per diventare un fantasma, ritornare dalla moglie e posizionarsi davanti a lei, ancora impegnata nell'atto sessuale.

## Tracce
Testi di Ale Alberti, Ilj'a Prusikin, Viktor Sibrinin, Sof'ja Tajurskaja, Alexander Leon Gumuchian e Julien Bruce, musiche di Viktor Sibrinin.
1. It Happens – 3:20